# Xintiandi

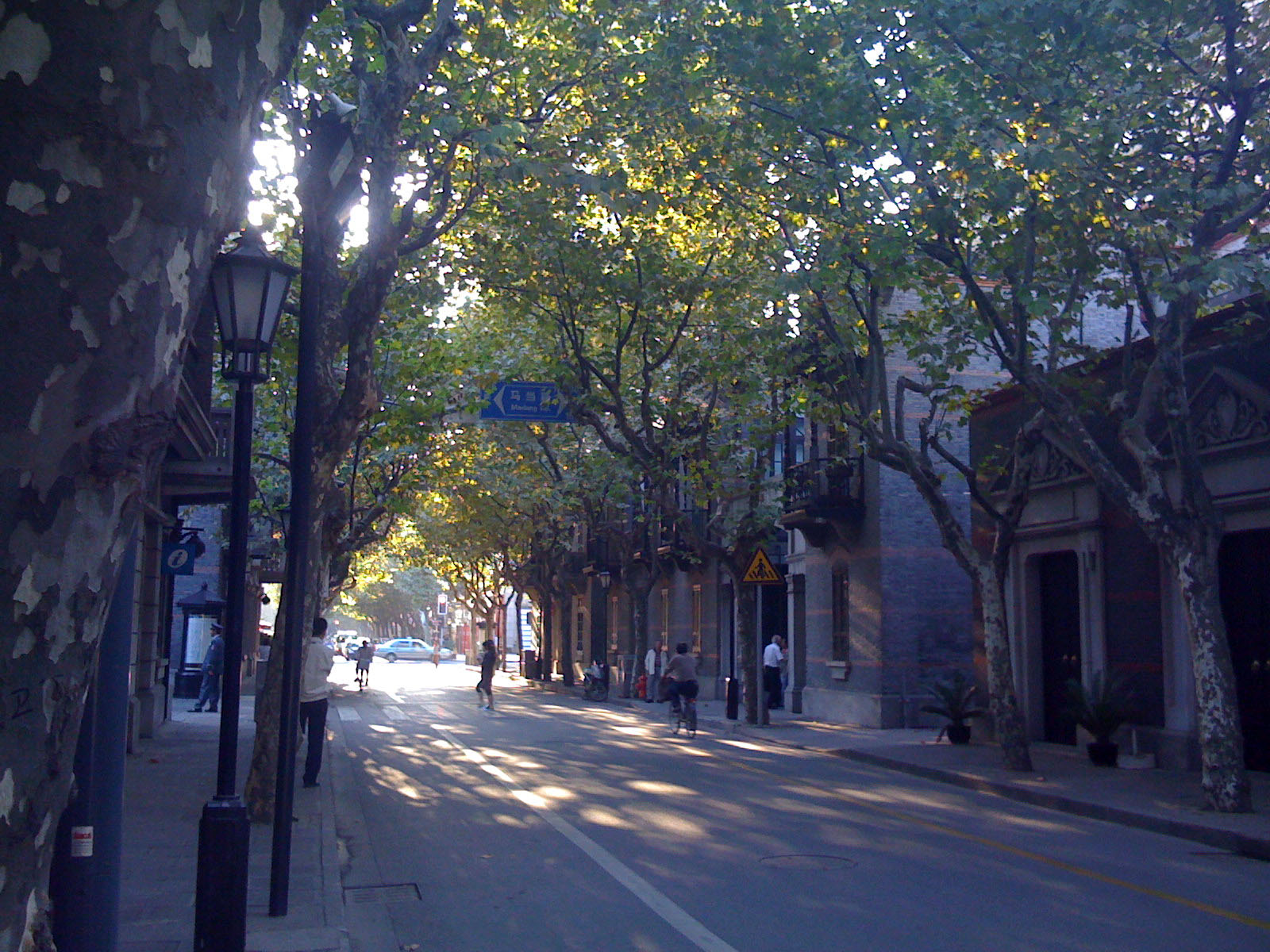
Xintiandi

Xintiandi är ett nybyggt område i centrala Shanghai, där man värnat om den gamla gatustrukturen och dess rumsliga kvaliteter. Området är cirka 30 000 kvadratmeter.
Tunnelbanestationen South Huang Pi Road når man genom:
| Linje |                        |
| ----- | ---------------------- |
| 1     | Fujin Road - Xinzhuang |

Sedan 2009 finns även en tunnelbanestation som heter Xintiandi på linje 10.